# کیمیازی

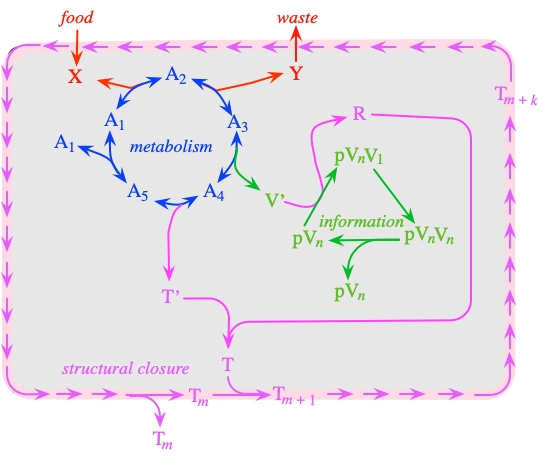
طرح واکنش کیمیازی گانتی که نشان دهنده تأثیر متقابل متابولیسم، اطلاعات و بسته شدن ساختاری است.

کیمیازی یا موجود شیمیایی (به انگلیسی: Chemoton) الگویی انتزاعی برای زیست است که تیبور گانتی در سال ۱۹۷۱ میلادی آن را عرضه کرد. هدف از این الگو نشان دادن تعریفی کمین (حداقل) از یک ارگانیسم زنده است.
بر پایه این تعریف یک سیستم زنده باید
1. از پیرامونش مجزا باشد،
2. با پیرامونش رابطه دگرگشتی داشته باشد،
3. خود را بازتولید کند،
4. گونه‌ای زیرمنظومه بَسپاره‌ای یا پلیمری برای حمل داده داشته باشد،
5. یک منظومه خودآسان‌گر[۲] (autocatalytic system) داشته باشد که در پیوند با دگرگشت، نیاز خود را برای رشد جدار و بازتولید داده‌هایش برآورده کند.

چنین منظومه‌ای را می‌توان زنده نامید چرا که می‌تواند در محیط خود بزید و بازتولید کند. همچنین چون دارای یک منظومه داده یا اطّلاعات است می‌تواند فرگشت یابد.